# Algéria a 2012. évi nyári olimpiai játékokon
Algéria a nagy-britanniai Londonban megrendezett 2012. évi nyári olimpiai játékok egyik részt vevő nemzete volt. Az országot az olimpián 12 sportágban 39 sportoló képviselte, akik összesen 1 érmet szereztek.

## Érmesek
| Érem  | Versenyző         | Sportág  | Versenyszám  |
| ----- | ----------------- | -------- | ------------ |
| Arany | Taoufik Makhloufi | Atlétika | Férfi 1500 m |

## Atlétika
Férfi
| Versenyző         | Versenyszám    | Előfutam      | Előfutam      | Előfutam      | Elődöntő | Elődöntő | Elődöntő | Döntő         | Döntő         |
| Versenyző         | Versenyszám    | Idő           | Hely.         | Össz.         | Idő      | Hely.    | Össz.    | Idő           | Helyezés      |
| ----------------- | -------------- | ------------- | ------------- | ------------- | -------- | -------- | -------- | ------------- | ------------- |
| Taoufik Makhloufi | 800 m          | nem ért célba | nem ért célba | nem ért célba | kiesett  | kiesett  | kiesett  | kiesett       | kiesett       |
| Taoufik Makhloufi | 1500 m         | 3:35,15       | 1.            | 1.            | 3:42,24  | 1.       | 14.      | 3:34,08       |               |
| Rabah Aboud       | 5000 m         | 13:28,38      | 14.           | 21.           |          |          |          | kiesett       | kiesett       |
| Tayeb Filali      | Maraton        |               |               |               |          |          |          | nem ért célba | nem ért célba |
| Khaled Belabbas   | 3000 m akadály | 8:22,32       | 6.            | 12.           |          |          |          | kiesett       | kiesett       |

| Versenyző  | Versenyszám | Selejtező | Selejtező | Döntő    | Döntő    |
| Versenyző  | Versenyszám | Eredmény  | Helyezés  | Eredmény | Helyezés |
| ---------- | ----------- | --------- | --------- | -------- | -------- |
| Issam Nima | Hármasugrás | 16,50 m   | 15.       | kiesett  | kiesett  |

Női
| Versenyző        | Versenyszám | Eredmény | Helyezés |
| ---------------- | ----------- | -------- | -------- |
| Szuád Áit Szálem | Maraton     | 2:31:15  | 37.      |

## Birkózás

### Férfi
Kötöttfogású
| Versenyző            | Versenyszám | Selejtező                                | Nyolcaddöntő                        | Negyeddöntő       | Elődöntő          | Vigaszág első kör | Vigaszág elődöntő | Bronz- mérkőzés   | Döntő             | Helyezés |
| Versenyző            | Versenyszám | Ellenfél Eredmény                        | Ellenfél Eredmény                   | Ellenfél Eredmény | Ellenfél Eredmény | Ellenfél Eredmény | Ellenfél Eredmény | Ellenfél Eredmény | Ellenfél Eredmény | Helyezés |
| -------------------- | ----------- | ---------------------------------------- | ----------------------------------- | ----------------- | ----------------- | ----------------- | ----------------- | ----------------- | ----------------- | -------- |
| Tarek Aziz Benaissza | 60 kg       | erőnyerő                                 | Zaur Kuramagomedov (RUS) · 0–1, 0–1 | kiesett           | kiesett           |                   |                   |                   |                   | 15.      |
| Mohammed Szerír      | 66 kg       | Edgaras Venckaitis (LTU) · 0–5, 1–0, 0–1 | kiesett                             | kiesett           | kiesett           |                   |                   |                   |                   | 13.      |

Szabadfogású
| Versenyző           | Versenyszám | Selejtező         | Nyolcaddöntő                       | Negyeddöntő       | Elődöntő          | Vigaszág első kör | Vigaszág elődöntő | Bronz- mérkőzés   | Döntő             | Helyezés |
| Versenyző           | Versenyszám | Ellenfél Eredmény | Ellenfél Eredmény                  | Ellenfél Eredmény | Ellenfél Eredmény | Ellenfél Eredmény | Ellenfél Eredmény | Ellenfél Eredmény | Ellenfél Eredmény | Helyezés |
| ------------------- | ----------- | ----------------- | ---------------------------------- | ----------------- | ----------------- | ----------------- | ----------------- | ----------------- | ----------------- | -------- |
| Mohamed Riad Louafi | 84 kg       | erőnyerő          | Szaszlan Gatcijev (BLR) · 0–3, 3–4 | kiesett           | kiesett           |                   |                   |                   |                   | 16.      |

## Cselgáncs
Női
| Versenyző      | Versenyszám | Selejtező                           | Nyolcaddöntő      | Negyeddöntő       | Elődöntő          | Vigaszág elődöntő | Bronz- mérkőzés   | Döntő             | Helyezés |
| Versenyző      | Versenyszám | Ellenfél Eredmény                   | Ellenfél Eredmény | Ellenfél Eredmény | Ellenfél Eredmény | Ellenfél Eredmény | Ellenfél Eredmény | Ellenfél Eredmény | Helyezés |
| -------------- | ----------- | ----------------------------------- | ----------------- | ----------------- | ----------------- | ----------------- | ----------------- | ----------------- | -------- |
| Szorája Haddád | Harmatsúly  | Andreea Chițu (ROU) · 000(H)–100(0) | kiesett           | kiesett           | kiesett           |                   |                   |                   | 17.      |
| Sonia Asselah  | Nehézsúly   | Karina Bryant (GBR) · 000(1)–100(0) | kiesett           | kiesett           | kiesett           |                   |                   |                   | 17.      |

## Evezés
Női
| Versenyző   | Versenyszám  | Előfutam | Előfutam | Vigaszág | Vigaszág | Negyeddöntő | Negyeddöntő | Elődöntő | Elődöntő | Elődöntő | Döntő | Döntő   | Döntő | Helyezés |
| Versenyző   | Versenyszám  | Idő      | Hely.    | Idő      | Hely.    | Idő         | Hely.       | Típus    | Idő      | Hely.    | Típus | Idő     | Hely. | Helyezés |
| ----------- | ------------ | -------- | -------- | -------- | -------- | ----------- | ----------- | -------- | -------- | -------- | ----- | ------- | ----- | -------- |
| Amina Rouba | Egypárevezős | 8:15,94  | 5.       | 8:12,83  | 4.       |             |             |          |          |          | E     | 8:42,23 | 2.    | 26.      |

## Kerékpározás

### Országúti kerékpározás
Férfi
| Versenyző      | Versenyszám   | Idő           | Helyezés      |
| -------------- | ------------- | ------------- | ------------- |
| Azzadine Lagab | Mezőnyverseny | nem ért célba | nem ért célba |

## Ökölvívás
Férfi
| Versenyző             | Versenyszám  | Selejtező                              | Nyolcaddöntő                      | Negyeddöntő                      | Elődöntő          | Döntő             | Helyezés |
| Versenyző             | Versenyszám  | Ellenfél Eredmény                      | Ellenfél Eredmény                 | Ellenfél Eredmény                | Ellenfél Eredmény | Ellenfél Eredmény | Helyezés |
| --------------------- | ------------ | -------------------------------------- | --------------------------------- | -------------------------------- | ----------------- | ----------------- | -------- |
| Mohamed Flissi        | Papírsúly    | Kaeo Pongprayoon (THA) · 11–19         | kiesett                           | kiesett                          | kiesett           | kiesett           | 17.      |
| Samir Brahimi         | Légsúly      | Jackson Woods (AUS) · 14–12            | Mihail Alojan (RUS) · 9–14        | kiesett                          | kiesett           | kiesett           | 9.       |
| Mohamed Amine Ouadahi | Harmatsúly   | Merab Turkadze (GEO) · mérkőzés nélkül | William Encarnación (DOM) · 16–10 | Simizu Szatosi (JPN) · 15–17     | kiesett           | kiesett           | 5.       |
| Abd el-Káder Sádi     | Könnyűsúly   | Fatih Keleş (TUR) · 8–15               | kiesett                           | kiesett                          | kiesett           | kiesett           | 17.      |
| Ilyas Abbadi          | Váltósúly    | Fred Evans (GBR) · 10–18               | kiesett                           | kiesett                          | kiesett           | kiesett           | 17.      |
| Abdelmalek Rahou      | Középsúly    | Jesse Ross (AUS) · 13–11               | Murata Rjóta (JPN) · 12–21        | kiesett                          | kiesett           | kiesett           | 9.       |
| Abd el-Hafíd Bensabla | Félnehézsúly | erőnyerő                               | Enrico Kölling (GER) · 12–9       | Olekszandr Hvozdik (UKR) · 17–19 | kiesett           | kiesett           | 5.       |
| Chouaib Bouloudinats  | Nehézsúly    |                                        | Yamil Peralta (ARG) · 5–13        | kiesett                          | kiesett           | kiesett           | 9.       |

## Röplabda

### Női
| Algériai női röplabdacsapat-játékoskeret                                                                    | Algériai női röplabdacsapat-játékoskeret                                                                    |
| --- | --- |
| - Múni Abd er-Rahím - Tasszadít Ísszu - Sarra Belhocine - Zohra Bensalem - Szafija Búhíma - Celia Bourihane | - Salima Hammouche - Sehryne Hennaoui - Amel Khamtache - Navál Manszúri - Dallal Merwa Achour - Lídija Úlmu |

#### Eredmények
Csoportkör
A csoport
|                             |      | Mérkőzések | Mérkőzések | Szettek | Szettek | Szettek | Pontok | Pontok | Pontok |
| Csapat                      | Pont | Gy         | V          | Sz+     | Sz–     | SzA     | P+     | P–     | PA     |
| --------------------------- | ---- | ---------- | ---------- | ------- | ------- | ------- | ------ | ------ | ------ |
| Oroszország (RUS)           | 14   | 5          | 0          | 15      | 4       | 3,750   | 459    | 352    | 1,304  |
| Olaszország (ITA)           | 13   | 4          | 1          | 14      | 5       | 2,800   | 442    | 368    | 1,201  |
| Japán (JPN)                 | 9    | 3          | 2          | 11      | 6       | 1,833   | 401    | 335    | 1,197  |
| Dominikai Köztársaság (DOM) | 6    | 2          | 3          | 8       | 9       | 0,889   | 374    | 362    | 1,033  |
| Nagy-Britannia (GBR)        | 2    | 1          | 4          | 3       | 14      | 0,214   | 295    | 396    | 0,745  |
| Algéria (ALG)               | 1    | 0          | 5          | 2       | 15      | 0,133   | 252    | 410    | 0,615  |

| 2012. július 28. 9:30 (10:30) | Algéria (ALG)                    | 0–3 | Japán (JPN) | Earls Court Exhibition Centre, London Nézőszám: 13 000 Játékvezető: Karin Zahorcova (CZE), Jose Mercado (PUR) |
| 2012. július 28. 9:30 (10:30) | (15–25, 14–25, 7–25) Jegyzőkönyv |     |             | Earls Court Exhibition Centre, London Nézőszám: 13 000 Játékvezető: Karin Zahorcova (CZE), Jose Mercado (PUR) |

| 2012. július 30. 22:00 (23:00) | Nagy-Britannia (GBR)                           | 3–2 | Algéria (ALG) | Earls Court Exhibition Centre, London Nézőszám: 14 000 Játékvezető: Mitchell Davidson (CAN), Janpen Jirakakul (THA) |
| 2012. július 30. 22:00 (23:00) | (22–25, 25–19, 23–25, 25–19, 15–8) Jegyzőkönyv |     |               | Earls Court Exhibition Centre, London Nézőszám: 14 000 Játékvezető: Mitchell Davidson (CAN), Janpen Jirakakul (THA) |

| 2012. augusztus 1. 11:30 (12:30) | Algéria (ALG)                    | 0–3 | Oroszország (RUS) | Earls Court Exhibition Centre, London Nézőszám: 9000 Játékvezető: Janpen Jirakakul (THA), Brian McDougall (GBR) |
| 2012. augusztus 1. 11:30 (12:30) | (7–25, 14–25, 15–25) Jegyzőkönyv |     |                   | Earls Court Exhibition Centre, London Nézőszám: 9000 Játékvezető: Janpen Jirakakul (THA), Brian McDougall (GBR) |

| 2012. augusztus 3. 22:00 (23:00) | Algéria (ALG)                     | 0–3 | Olaszország (ITA) | Earls Court Exhibition Centre, London Nézőszám: 11 000 Játékvezető: Patricia Salvatore (USA), Wang Ning (CHN) |
| 2012. augusztus 3. 22:00 (23:00) | (11–25, 12–25, 17–25) Jegyzőkönyv |     |                   | Earls Court Exhibition Centre, London Nézőszám: 11 000 Játékvezető: Patricia Salvatore (USA), Wang Ning (CHN) |

| 2012. augusztus 5. 9:30 (10:30) | Algéria (ALG)                     | 0–3 | Dominikai Köztársaság (DOM) | Earls Court Exhibition Centre, London Nézőszám: 11 000 Játékvezető: Patricia Salvatore (USA), Brian McDougall (GBR) |
| 2012. augusztus 5. 9:30 (10:30) | (15–25, 16–25, 13–25) Jegyzőkönyv |     |                             | Earls Court Exhibition Centre, London Nézőszám: 11 000 Játékvezető: Patricia Salvatore (USA), Brian McDougall (GBR) |

| Csapat        | Helyezés |
| ------------- | -------- |
| Algéria (ALG) | 11.      |

## Sportlövészet
Férfi
| Versenyző   | Versenyszám | Selejtező | Selejtező | Döntő   | Döntő    |
| Versenyző   | Versenyszám | Pont      | Helyezés  | Pont    | Helyezés |
| ----------- | ----------- | --------- | --------- | ------- | -------- |
| Fateh Ziadi | Légpisztoly | 562       | 43.       | kiesett | kiesett  |

## Súlyemelés
Férfi
| Versenyző    | Versenyszám | Szakítás | Szakítás | Lökés    | Lökés    | Összesen | Helyezés |
| Versenyző    | Versenyszám | Eredmény | Helyezés | Eredmény | Helyezés | Összesen | Helyezés |
| ------------ | ----------- | -------- | -------- | -------- | -------- | -------- | -------- |
| Walid Bidani | 105 kg      | 160      | 13.      | 180      | 14.      | 340      | 14.      |

## Taekwondo
Férfi
| Versenyző        | Versenyszám | Nyolcaddöntő            | Negyeddöntő       | Elődöntő          | Vigaszág elődöntő | Bronz- mérkőzés   | Döntő             | Helyezés |
| Versenyző        | Versenyszám | Ellenfél Eredmény       | Ellenfél Eredmény | Ellenfél Eredmény | Ellenfél Eredmény | Ellenfél Eredmény | Ellenfél Eredmény | Helyezés |
| ---------------- | ----------- | ----------------------- | ----------------- | ----------------- | ----------------- | ----------------- | ----------------- | -------- |
| Mokdad El-Yamine | Légsúly     | Óscar Muñoz (COL) · 1–8 | kiesett           | kiesett           |                   |                   |                   | 11.      |

## Úszás
Férfi
| Versenyző    | Versenyszám | Előfutam | Előfutam | Előfutam | Elődöntő | Elődöntő | Elődöntő | Döntő   | Döntő    |
| Versenyző    | Versenyszám | Idő      | Hely.    | Össz.    | Idő      | Hely.    | Össz.    | Idő     | Helyezés |
| ------------ | ----------- | -------- | -------- | -------- | -------- | -------- | -------- | ------- | -------- |
| Nabíl Kebbáb | 100 m gyors | 50,37    | 4.       | 33.      | kiesett  | kiesett  | kiesett  | kiesett | kiesett  |

## Vívás
Női
| Versenyző       | Versenyszám  | Selejtező                 | 32-es főtábla                | Nyolcaddöntő      | Negyeddöntő       | Elődöntő          | Bronz- mérkőzés   | Döntő             | Helyezés |
| Versenyző       | Versenyszám  | Ellenfél Eredmény         | Ellenfél Eredmény            | Ellenfél Eredmény | Ellenfél Eredmény | Ellenfél Eredmény | Ellenfél Eredmény | Ellenfél Eredmény | Helyezés |
| --------------- | ------------ | ------------------------- | ---------------------------- | ----------------- | ----------------- | ----------------- | ----------------- | ----------------- | -------- |
| Anísza Helfávi  | Tőr, egyéni  | Olha Lelejko (UKR) · 4–15 | kiesett                      | kiesett           | kiesett           | kiesett           | kiesett           | kiesett           | 36.      |
| Lea Moutoussamy | Kard, egyéni |                           | Szofja Velikaja (RUS) · 6–15 | kiesett           | kiesett           | kiesett           | kiesett           | kiesett           | 32.      |